# Franco Morbidelli
Pour les articles homonymes, voir Morbidelli (homonymie).
Franco Morbidelli, né le 4 décembre 1994 à Rome d’un père italien et d’une mère brésilienne, est un pilote de vitesse moto italien.
Il est champion du monde Moto2 en 2017 avec l'équipe Marc VDS Racing Team. L'année suivante, il monte en MotoGP avec la même équipe dont il finit meilleur rookie. 
En 2019, il rejoint le nouveau team Yamaha Petronas SRT avec comme coéquipier Fabio Quartararo.
En 2020, il termine vice-champion du monde derrière Joan Mir
Il quitte Yamaha à l'issue de la saison 2023. Il rejoindra Pramac Racing pour la saison 2024.

## Biographie

### 2013-2017: Carrière Moto2

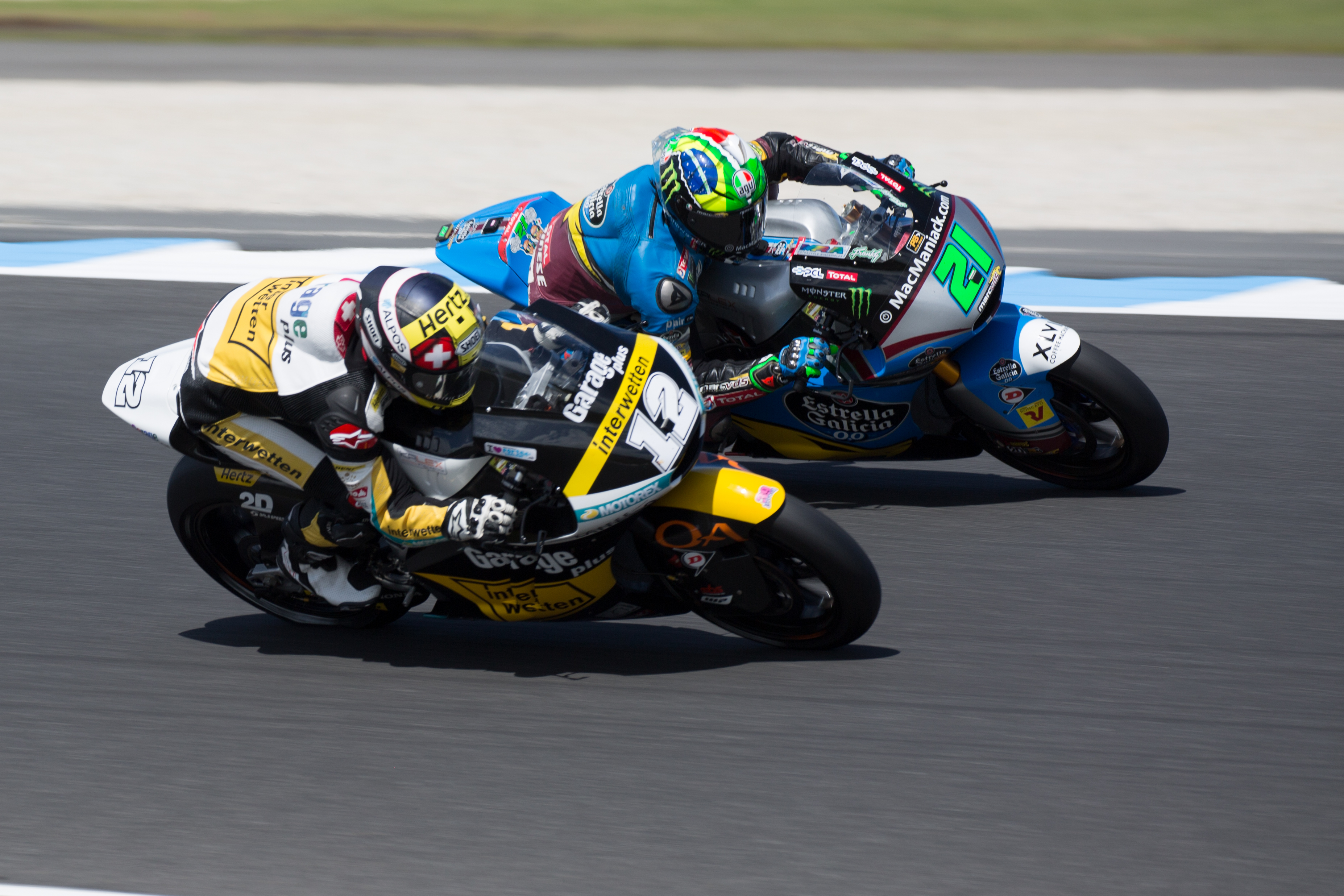
Franco Morbidelli et Tom Lüthi au Grand Prix d'Australie en 2016

#### 2017: Champion Moto2
Franco  Morbidelli remporte sa première épreuve en championnat du monde de vitesse lors du Grand Prix moto du Qatar 2017 dans la catégorie Moto2. Intégré au Team Marc VDS Racing Team, il remporte le titre moto2 également en 2017.

### 2018-: Carrière MotoGP

#### 2018: Rookie de l'année
Pour 2018, Franco Morbidelli reste dans le team Marc VDS Racing Team, mais monte dans la catégorie MotoGP sur une Honda, avec comme coéquipier Tom Lüthi son principal rival de son titre en Moto2. Il termine 15e du championnat du monde et s'adjuge le titre de Rookie de l'année devant Hafizh Syahrin

#### 2019: Transfert chez Yamaha Petronas
En 2019, il intègre le team Yamaha Petronas SRT en compagnie du français Fabio Quartararo pour un contrat de deux ans. Avec 4 cinquièmes places pour meilleurs résultats, l'italien se classe 10e du championnat avec 115 points. 

#### 2020: Vice-Champion du Monde
En 2020, Morbidelli prolonge au sein du team Yamaha Petronas SRT, toujours aux côtés de Quartararo. Le pilote romain décroche son premier podium en catégorie reine dès la troisième épreuve de la saison au Grand Prix de République Tchèque avec une 2e place. 
Lors du Grand Prix suivant en Autriche, il est impliqué dans un impressionnant accident avec Johann Zarco dans lequel sa M1 et la Desmocedici du français s'envolent au travers du circuit, heureusement sans faire de blessé. 
Lors du Grand Prix de Saint-Marin, après avoir pris un très bon départ, Morbidelli parvient à s'échapper en tête quelques tours plus tard pour remporter sa première victoire en MotoGP. Deux Grand Prix plus tard, Il décroche sa première pole position en Catalogne, mais c'est bien son coéquipier Fabio Quartararo qui gagne la course. Un mois plus tard, Il remporte la deuxième course lors du Grand Prix de Teruel devant les deux Suzuki de Álex Rins et de Joan Mir. 
Après une seconde pole position sur lors Grand Prix Valence, Il remporte aussi une troisième victoire après un duel face à Jack Miller dans le dernier tour. Mir terminant 7e place lui suffit pour devenir champion. Lors de la dernière manche au 
Portugal, Morbidelli a terminé la saison avec son cinquième podium de la saison pour terminer le championnat en tant que vice-champion à 13 points de Mir.

## Statistiques

### Statistiques par saison
(Mise à jour après le Grand Prix moto solidaire de Barcelone 2024)
| Saison | Catégorie | Moto   | Course | Victoire | Podium | Pole | M.Tour | Points | Classement |
| ------ | --------- | ------ | ------ | -------- | ------ | ---- | ------ | ------ | ---------- |
| 2013   | Moto2     | Suter  | 3      | 0        | 0      | 0    | 0      | 0      | NC         |
| 2014   | Moto2     | Kalex  | 18     | 0        | 0      | 0    | 0      | 75     | 11e        |
| 2015   | Moto2     | Kalex  | 14     | 0        | 1      | 0    | 2      | 90     | 10e        |
| 2016   | Moto2     | Kalex  | 18     | 0        | 8      | 0    | 3      | 213    | 4e         |
| 2017   | Moto2     | Kalex  | 18     | 8        | 12     | 6    | 8      | 308    | 1er        |
| 2018   | MotoGP    | Honda  | 16     | 0        | 0      | 0    | 0      | 50     | 15e        |
| 2019   | MotoGP    | Yamaha | 19     | 0        | 0      | 0    | 0      | 115    | 10e        |
| 2020   | MotoGP    | Yamaha | 14     | 3        | 5      | 2    | 1      | 158    | 2e         |
| 2021   | MotoGP    | Yamaha | 13     | 0        | 1      | 0    | 0      | 47     | 17e        |
| 2022   | MotoGP    | Yamaha | 20     | 0        | 0      | 0    | 0      | 42     | 19e        |
| 2023   | MotoGP    | Yamaha | 20     | 0        | 0      | 0    | 0      | 102    | 13e        |
| 2024   | MotoGP    | Ducati | 20     | 0        | 0      | 0    | 0      | 173    | 9e         |
| Total  |           |        | 193    | 11       | 27     | 8    | 14     | 1373   |            |

- Saison en cours

### Statistiques par catégorie
(Mise à jour après le Grand Prix moto solidaire de Barcelone 2024)
| Catégorie | Année     | 1er GP   | 1er Podium | 1re Victoire | Courses | Victoires | Podiums | Pole | M.tours¹ | Points | Titres |
| --------- | --------- | -------- | ---------- | ------------ | ------- | --------- | ------- | ---- | -------- | ------ | ------ |
| Moto2     | 2013-2017 | RSM 2013 | IND 2015   | QAT 2017     | 71      | 8         | 21      | 6    | 13       | 686    | 1      |
| MotoGP    | 2018 -    | QAT 2018 | CZE 2020   | RSM 2020     | 122     | 3         | 6       | 2    | 1        | 687    | -      |
| Total     | 2013-     |          |            |              | 193     | 11        | 27      | 8    | 14       | 1373   | 1      |

### Résultats détaillés
| Sais | Cat    | Moto   | 1      | 2       | 3       | 4        | 5      | 6       | 7       | 8       | 9       | 10      | 11      | 12     | 13       | 14      | 15     | 16     | 17      | 18       | 19      | 20     | 21  | 22  | Clas | Pts |
| ---- | ------ | ------ | ------ | ------- | ------- | -------- | ------ | ------- | ------- | ------- | ------- | ------- | ------- | ------ | -------- | ------- | ------ | ------ | ------- | -------- | ------- | ------ | --- | --- | ---- | --- |
| 2013 | Moto2  | Suter  | QAT    | AME     | ESP     | FRA      | ITA    | CAT     | NED     | ALL     | IND     | CZE     | GBR     | RSM 21 | ARA      | MAL     | AUS    | JAP 18 | VAL 17  |          |         |        |     |     | NC   | 0   |
| 2014 | Moto2  | Kalex  | QAT 25 | AME 17  | ARG 13  | SPA 20   | FRA 10 | ITA 10  | CAT 21  | NED 24  | GER 6   | IND Ab. | CZE 8   | GBR 6  | RSM 7    | ARA 5   | JAP 7  | AUS 13 | MAL Ab. | VAL 21   |         |        |     |     | 11e  | 75  |
| 2015 | Moto2  | Kalex  | QAT 5  | AME 5   | ARG 5   | SPA 6    | FRA 5  | ITA Ab. | CAT 8   | NED 19  | GER Ab. | IND 3   | CZE 10  | GBR    | RSM      | ARA     | JAP    | AUS 11 | MAL 15  | VAL Ab.  |         |        |     |     | 10e  | 90  |
| 2016 | Moto2  | Kalex  | QAT 7  | ARG 25  | AME 14  | SPA 4    | FRA 4  | ITA 8   | CAT 11  | NED 3   | GER Ab. | AUT 2   | CZE 8   | GBR 2  | RSM 5    | ARA 3   | JAP 3  | AUS 2  | MAL 2   | VAL 3    |         |        |     |     | 4e   | 213 |
| 2017 | Moto2  | Kalex  | QAT 1  | ARG 1   | AME 1   | SPA Ab.  | FRA 1  | ITA 4   | CAT 5   | NED 1   | GER 1   | CZE 8   | AUT 1   | GBR 3  | RSM Ab.  | ARA 1   | JAP 8  | AUS 3  | MAL 3   | VAL 2    |         |        |     |     | 1er  | 308 |
| 2018 | MotoGP | Honda  | QAT 12 | ARG 14  | AME 21  | SPA 9    | FRA 13 | ITA 15  | CAT 14  | NED DNS | GER DNS | CZE 13  | AUT 19  | GBR C  | RSM 12   | ARA 11  | THA 14 | JAP 11 | AUS 8   | MAL 12   | VAL 23  |        |     |     | 15e  | 50  |
| 2019 | MotoGP | Yamaha | QAT 11 | ARG Ab. | AME 5   | SPA 7    | FRA 7  | ITA Ab. | CAT Ab. | NED 5   | GER 9   | CZE Ab. | AUT 10  | GBR 5  | RSM 5    | ARA Ab. | THA 6  | JAP 6  | AUS 11  | MAL 6    | VAL Ab. |        |     |     | 10e  | 115 |
| 2020 | MotoGP | Yamaha | SPA 5  | ANC Ab. | CZE 2   | AUT Ab.  | STY 15 | RSM 1   | EMR 9   | CAT 4   | FRA Ab. | ARA 6   | TER 1   | EUR 11 | VAL 1    | POR 2   |        |        |         |          |         |        |     |     | 2e   | 142 |
| 2021 | MotoGP | Yamaha | QAT 18 | DOA 12  | POR 4   | SPA 3    | FRA 16 | ITA 16  | CAT 9   | GER 18  | NED     | STY     | AUT     | GBR    | ARA      | RSM 18  | AME 19 | EMR 14 | ALG 17  | VAL 11   |         |        |     |     | 17e  | 47  |
| 2022 | MotoGP | Yamaha | QAT 11 | IND 7   | ARG Ab. | AME 16   | POR 13 | ESP 15  | FRA 15  | ITA 17  | CAT 13  | GER 13  | NED Ab. | GBR 15 | AUT Ab.  | RSM Ab. | ARA 17 | JAP 14 | THA 13  | AUS Ab.  | MAL 11  | VAL 9  |     |     | 19e  | 43  |
| 2023 | MotoGP | Yamaha | POR 14 | ARG 4   | AME 8   | ESP 11   | FRA 10 | ITA 10  | ALL 12  | NED 9   | GBR 14  | AUT 119 | CAT 14  | RSM 15 | IND 7    | JPN 17  | IND 14 | AUS 17 | THA 11  | MAL 7    | QAT 16  | VAL 7  |     |     | 13e  | 102 |
| 2024 | MotoGP | Ducati | QAT 18 | POR 18  | AME Ab. | ESP Ab.4 | FRA 7  | CAT Ab. | ITA 64  | NED 9   | ALL 5   | GBR 10  | AUT 86  | ARA 6  | RSM Ab.3 | EMI 59  | INA 45 | JPN 5  | AUS 65  | THA Ab.6 | MAL 146 | SLD 86 |     |     | 9e   | 173 |
| 2025 |        |        | THA    | ARG     | AME     | QAT      | ESP    | FRA     | GBR     | ARA     | ITA     | NED     | ALL     | TCH    | AUT      | HON     | CAT    | RSM    | JPN     | IND      | AUS     | MAL    | POR | VAL |      |     |

*Saison en cours

## Palmarès

### Victoire en Moto2: 8
| Année | Lieu du Grand Prix            | Circuit                         | Ville                |
| ----- | ----------------------------- | ------------------------------- | -------------------- |
| 2017  | Grand Prix moto du Qatar      | Circuit international de Losail | Doha                 |
| 2017  | Grand Prix moto d'Argentine   | Autódromo Termas de Río Hondo   | Santiago del Estero  |
| 2017  | Grand Prix moto des Amériques | Circuit des Amériques           | Comté de Travis      |
| 2017  | Grand Prix moto de France     | Circuit Bugatti                 | Le Mans              |
| 2017  | Grand Prix moto des Pays-Bas  | TT Circuit Assen                | Assen                |
| 2017  | Grand Prix moto d'Allemagne   | Sachsenring                     | Hohenstein-Ernstthal |
| 2017  | Grand Prix moto d'Autriche    | Circuit de Spielberg            | Spielberg            |
| 2017  | Grand Prix moto d'Aragon      | Circuit Motorland Aragon        | Alcañiz              |

### Victoire en MotoGP: 3
| Année | Lieu du Grand Prix                           | Circuit                  | Ville   |
| ----- | -------------------------------------------- | ------------------------ | ------- |
| 2020  | Grand Prix moto de Saint-Marin               | Circuit Marco Simoncelli | Misano  |
| 2020  | Grand Prix de Teruel                         | Circuit Motorland Aragon | Alcañiz |
| 2020  | Grand Prix moto de la Communauté valencienne | Circuit de Valence       | Valence |